# Ogre

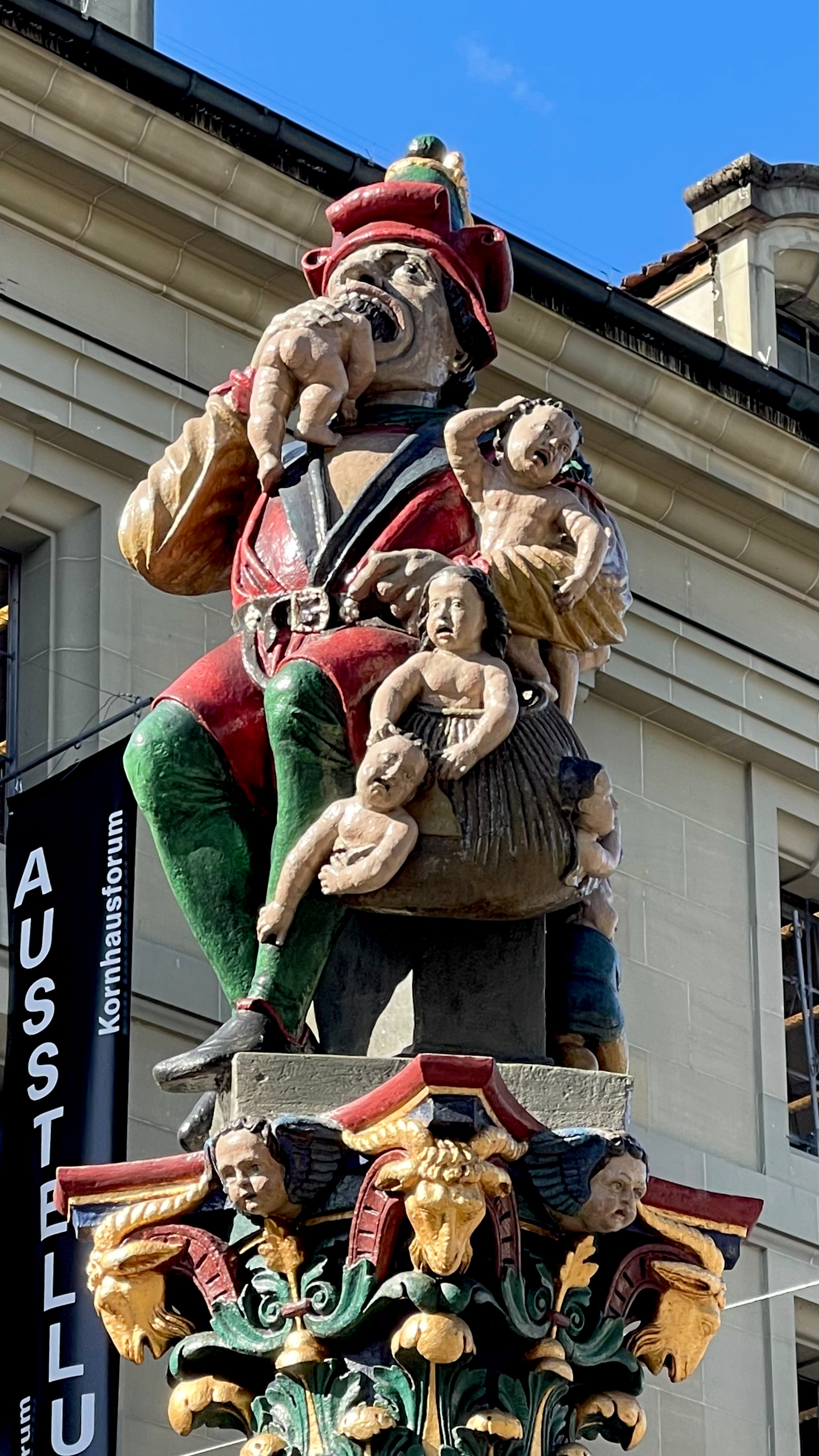
Kindlifresserbrunnen, Bern, Svájc

Az ogre szó emberevő félóriást jelent az észak-európai mitológiában. A szó francia eredetű (kiejtése: ogr), feltehetően Orcusnak, az alvilág római istenének nevéből származik. Egy másik magyarázat szerint a Hongrois (magyar) szóból ered. Körülbelül a magyar népmesék óriásainak felelnek meg, csak butábbak és csúfabbak. Máshol, például a skandináv országokban megegyeznek a trollokkal.
Az ogre szó legtalálóbb magyarra ültetése az ogár, még kevésbé elterjedt mint az angol eredeti.[forrás?]
A tündérmesék ogréi szégyenlősek és gyávák, és a saját butaságuk által könnyű őket legyőzni. Képesek állatokká vagy tárgyakká változni (gyakran ezt a képességüket használja fel a hős, hogy csapdába ejtse vagy elpusztítsa őket), és saját kastélyokban vagy föld alatti barlangokban élnek. Nagy fejjel és hassal, izmos testtel és kevés hajjal és szakállal szokás őket ábrázolni.

## Ogrék a modern kultúrában
Az angolszász gyermekirodalomban az ogrék a sárkányokhoz hasonlóan szívesen rabolnak el hercegnőket, akiket a hős kiszabadíthat. A Csizmás kandúr mesében a címszereplő macska túljár egy ogre eszén (miután ráveszi, hogy egérré változzon), hogy megszerezze a kastélyát. Az ogrék népszerűek a fantasy-irodalomban és -szerepjátékokban, mint C.S. Lewis Narnia krónikái sorozata.
A Dungeons and Dragons szerepjátékban az ogrék egy alsóbbrendű óriásfaj, és nem sokkal többek, mint nagydarab, ostoba állatok. Létezik egy víz alatt élő fajtájuk is, amit "Merrow"-nak hívnak. Az ogre mágusok külön fajt képviselnek.
A magyar Káosz szerepjátékban az ogár (egy másik szó az ogréra, némileg hasonlóbb az angol kiejtéshez) a választható fajok egyike, és a szokottnál is torzabbak (például több fejük és végtagjuk lehet).
A Shrek című animációs film főszereplője egy ogre, aki azonban a hiedelemmel ellentétben érző lelkű, szimpatikus figura. Az ogrék megjelennek még számos fantasy-világban is, legtöbbször bárgyú, agresszív lényekként.
A Warcraft univerzumban az ogrék az orkokkal együtt érkeztek Draenor világából, és esetenként két fejük van.
A Tekken számítógépes játék egyik ellenfelének neve Ogre, bár ez az ogre intelligenciában és külsejében inkább démonra emlékeztet.
A Heroes of Might and Magic számítógépes játéksorozatban is megtalálhatóak, itt némi varázserővel is rendelkeznek.
A hobbit: Az öt sereg csatája című filmben is szerepelnek. 20-an voltak a csatában. Nagy bunkókkal harcoltak.